# Karl Friedrich Fröbel
Karl Friedrich Fröbel (* 29. Oktober 1807 in Griesheim; † 9. Mai 1894 in Edinburgh) war ein deutscher Pädagoge und Direktor der Hamburger Hochschule für das weibliche Geschlecht.

## Leben
Karl Friedrich wurde 1808 als dritter von vier Söhnen des Pfarrers Johann Michael Christoph Fröbel in Griesheim bei Arnstadt geboren. Als sein Vater Christoph im Jahr 1813 starb, übernahm der Onkel Friedrich Wilhelm August Fröbel, der später als Gründer der Kindergärten bekannt wurde, die Erziehung der Kinder. Unter dem Einfluss des pädagogischen Vorbilds Friedrichs entwickelte auch Karl Ambitionen zur Erziehung. Er studierte Philosophie in Jena. Seine Brüder waren Leopold Karl Theodor Fröbel und Karl Ferdinand Julius Fröbel.

## Lehrtätigkeit
Ab 1828 unterrichtete Karl Friedrich Fröbel als Mathematiklehrer an einer Pestalozzi-Schule in London (England). 1833 bekam er durch die Beziehungen seines Bruders Julius eine Stelle als Professor für englische Sprache und Literatur an der Zürcher Kantonsschule. Hier setzte er die Studien der Mathematik fort.

## Erziehertätigkeit
Im Jahr 1845 öffnete Karl eine Erziehungsanstalt mit Kindergartenanschluss in Zürich, in der Jungen und Mädchen zusammen koedukativ und nach naturgemäßer Methode (familiär) erzogen wurden. Im Rahmen dieser Einrichtung erhielt Karl erstmals öffentlich Anerkennung als Erzieher. Die Idee der familiären Erziehung wollte Karl auch in einer Hochschule für Mädchen umsetzen. Es entwickelte sich eine Korrespondenz mit Johanna Küstner, die zu der Zeit noch in Breslau tätig war und sich für seine Ideen interessierte. Die beiden heirateten 1849.
In der Schweiz konnte Karl aufgrund der restaurativen politischen Einstellung seine Pläne für eine höhere Mädchenbildungsanstalt nicht verwirklichen und suchte daher nach Wirkungsräumen in Deutschland. So trat er mit dem Hamburger Frauenverein in Kontakt, vermittelt durch Amalie Krüger, eine Schülerin seines Onkels. Karl Fröbel und Emilie Wüstenfeld begannen einen regen Briefwechsel zu entwickeln. Gemeinsam mit seiner Frau siedelte er 1849 nach Hamburg, um dort die „Hochschule für das weibliche Geschlecht“ zu leiten. Karl wurde zum Direktor der Bildungseinrichtung, auf Wunsch Wüstenfelds und Bertha Trauns. Friedrich Fröbel, der auf Anfrage von Johanna Goldschmidt in der Ausbildung tätig war, hatte sich bereits früher mit seinem Neffen zerstritten, weshalb eine Zusammenarbeit sehr schwierig war und Friedrich schon im Jahr 1851 die Hochschule wieder verließ.
Im ersten Jahr schien die Schule unter der Leitung Karls erfolgreich, doch in der Schulpolitik kam es immer öfter zu Konflikten. Über viele scheinbar private Streitigkeiten konnte das Ehepaar Fröbel bald nicht mehr hinwegsehen und verabschiedete sich 1852 aus der Hochschule. Kurz darauf wurde diese geschlossen. Die Familie ging nach Schottland, wo Karl die Leitung einer Töchterschule in Edinburgh übernahm.

## Werke
1839 entstand seine Schrift: Zeitgemäße Betrachtungen, von einem Deutschen, die anonym veröffentlicht wurde. Die zentralen Thesen hießen:
- Das Reich Gottes ist ein Reich der Wissenschaft und Gerechtigkeit und die wissenschaftliche Forschung unterstützt dieses.
- Man kann Standesunterschiede durch Bildung aufheben, dadurch wäre geistige und materielle Armut vermeidbar.
- Man muss die Frauenbildung erneuern: Das Familienleben ist die Grundlage zum sittlichen Wesen, die Frau repräsentiert die Familie.
- Eine einheitliche Bildung verhilft zur Völkervereinigung auf internationaler Ebene.[3]